# 李長庚 (明朝)
李長庚（1573年—1644年），字酉卿，號孟白，湖廣黃州府麻城縣人，明朝政治人物。

## 生平
萬曆癸酉四月二十八日生，治春秋。萬曆十九年（1591年）辛卯科湖廣鄉試第五十七名舉人，二十三年（1595年）乙未科會試第二十五名，廷試二甲第五名進士。禮部觀政，本年六月授戶部陕西司主事，二十五年河南主考，二十六年升员外郎，本年升郎中，密云管粮。三十一年三月升廣東副使，三十四年（1606年）十二月升浙江布政使司右參政，三十七年十一月升山西按察使，三十九年升江西右布政使，四十一年四月升本省左布政，四十三年（1615年）六月升順天府府尹，四十四年（1616年）二月任都察院右副都御史、巡撫山東，四十七年（1619年）二月升戶部左侍郎，出督遼餉，天啟二年（1622年）三月升南京刑部尚書，三年（1623年）遷戶部尚書，未任，丁憂歸，魏忠賢以李長庚為東林黨人，削籍歸里。崇禎元年（1628年）五月起為工部尚書，丁憂去職，五年（1632年）八月起任吏部尚書，與建極殿大學士溫體仁不甚合，李長庚推薦兵部職方司員外郎王懋學為真定府知府，崇禎帝不允並怒責，崇祯七年削籍為民。家居十年，十七年（1644年）卒。

## 家族
曾祖李文玉，赠郎中。祖李寵，戊戌進士、肇庆知府。父李承祚，國子生。母曾氏。具庆下。弟長年（庠生）、長至、長瑞、長新、長策、長城。娶梅氏。

## 參看
- 明朝七卿年表

## 延伸阅读
[在维基数据编辑]
 《明史卷二百五十六》，出自《明史》

| 官衔             | 官衔                        | 官衔             |
| ---------------- | --------------------------- | ---------------- |
| 前任： 汪應蛟    | 明朝戶部尚書 1623年         | 繼任： 陳大道    |
| 前任： 劉廷元    | 明朝工部尚書 1628年         | 繼任： 張維樞 署 |
| 前任： 曾楚卿 署 | 明朝吏部尚書 1632年－1634年 | 繼任： 謝陞      |